# Oxalis primavera
Oxalis primavera är en harsyreväxtart som först beskrevs av Joseph Nelson Rose, och fick sitt nu gällande namn av Paul Erich Otto Wilhelm Knuth. Oxalis primavera ingår i släktet oxalisar, och familjen harsyreväxter. Inga underarter finns listade i Catalogue of Life.